# El Progreso, Las Choapas
El Progreso är en ort i Mexiko.   Den ligger i kommunen Las Choapas och delstaten Veracruz, i den sydöstra delen av landet, 600 km öster om huvudstaden Mexico City. El Progreso ligger 92 meter över havet och antalet invånare är 111.
Terrängen runt El Progreso är kuperad åt sydost, men åt nordväst är den platt. Runt El Progreso är det ganska glesbefolkat, med 29 invånare per kvadratkilometer. Närmaste större samhälle är Licenciado Trinidad García de la Cadena, 7,3 km nordost om El Progreso. I omgivningarna runt El Progreso växer i huvudsak städsegrön lövskog.